# Dům Gustava Mahlera
Dům Gustava Mahlera se nachází ve Znojemské ulici čp. 4 v Jihlavě. Dirigent a hudební skladatel Gustav Mahler v domě vyrůstal.
Je zde instalována expozice s názvem Gustav Mahler a Jihlava. Od roku 1958 je dům chráněn jako kulturní památka.

## Historie
První zmínky o domu pochází ze 16. století a v průběhu 19. století prošel klasicistní přestavbou, během které přibylo druhé patro a nová fasáda. Mahlerovi se do Jihlavy přestěhovali v roce 1860 a žili v domě v tehdejší Brtnické ulici čp. 265. O rok později Gustavův otec Bernard Mahler, po získání povolení k prodeji alkoholu a dalších nezbytných práv, otevřel ve dvorním traktu vinopalnu a v přízemí výčep. V roce 1872 zakoupil sousední dům čp. 264 (dnes Znojemská 6), kam do přízemí umístil výčep s palírnou a v patře rodina bydlela. Gustav Mahler zde žil do roku 1875, po smrti rodičů v roce 1889 dům prodal. Po druhé světové válce byl tehdejšímu majiteli dům č. 4 zkonfiskován jako německý majetek a převeden nejprve do majetku města a poté státu. Od roku 1953 jej vlastnily Moravské kovárny, které sem umístily ubytovnu. Dne 19. června 1960 v rámci oslav 100. výročí Mahlerova narození došlo na průčelí domu k odhalení pamětní desky od akademického sochaře Milana Knoblocha. Od počátku 90. let je dům v majetku města, které provedlo v letech 1993–2000 kompletní rekonstrukci. Od roku 2001 jej spravovala Městská knihovna, od července 2008 je opět v přímé správě města. V roce 2006 došlo v prostorách domu k instalování expozice Gustav Mahler a Jihlava a v letech 2008 - 2009 prošly rekonstrukcí zbylé expozice včetně výstavních prostor. Od roku 2021 dům provozuje příspěvková organizace města Brána Jihlavy. V přízemí budovy je umístěno informační a prodejní místo, v patře pak expozice věnované Gustavu Mahlerovi, které doplňují díla jihlavské rodačky, výtvarnice a designérky They Weltner, umístěné do expozice na její výslovné přání.

## Expozice
Celá expozice je podle pater rozdělena na několik částí, v posledním patře se nachází badatelna, kanceláře a sídlo Spolku Dům Gustava Mahlera.
V suterénních prostorách je umístěna část Rodina Gustava Mahlera, zaměřující se na prostředí, v němž Gustav Mahler vyrůstal. Součástí je např. i stylizovaná rekonstrukce výčepu Bernarda Mahlera či laboratoř.
Do přízemní části byla kromě informačního místa umístěna i expozice Thea Weltner, seznamující s její tvorbou.
Expozice v prvním patře je rozdělena do dalších tří částí. První část s názvem Gustav Mahler a Jihlava seznamuje s životem Mahlera ve městě a jeho vztahem k Jihlavě. Druhá s názvem Česká, židovská a německá kultura v Jihlavě přibližuje historii a soužití národností v Jihlavě. Tuto část doplňuje projekce Člověk, skladatel, dirigent a kosmopolita Gustav Mahler. Třetí část je pojmenovaná Svět dětí, kde je umístěna hudební herna.
Do druhého patra byla umístěna expozice Alma a Gustav, věnovaná i dalším osobnostem s nimi spojenými: O. Kokoschka, F. Werfel a W. Gropius, ale také J. Hoffmann, E. J. Schindler (její otec) či Anna Justina (sochařka, dcera Gustava a Almy). 